# Baculentulus borealis
Baculentulus borealis är en urinsektsart som beskrevs av Nakamura 2004. Baculentulus borealis ingår i släktet Baculentulus och familjen lönntrevfotingar. Inga underarter finns listade.